# Paraphylax brachycyttari
Paraphylax brachycyttari är en stekelart som först beskrevs av William Harris Ashmead 1896.  Paraphylax brachycyttari ingår i släktet Paraphylax och familjen brokparasitsteklar. Inga underarter finns listade i Catalogue of Life.